# Tinospora glandulosa
Tinospora glandulosa är en tvåhjärtbladig växtart som beskrevs av Merrill. Tinospora glandulosa ingår i släktet Tinospora och familjen Menispermaceae. Inga underarter finns listade i Catalogue of Life.